# Список об'єктів Світової спадщини ЮНЕСКО у Гондурасі
У списку об'єктів Світової спадщини ЮНЕСКО у Гондурасі налічується 2 найменування (станом на 2014 рік).
| № | Зображення | Назва                                                               | Місцеположення         | Час створення            | Час внесення до списку              | №                                                  | Критерії         |
| - | ---------- | ------------------------------------------------------------------- | ---------------------- | ------------------------ | ----------------------------------- | -------------------------------------------------- | ---------------- |
| 1 |            | Місто індіанців майя Копан Sitio maya de Copán                      | Департамент Копан      | близько 1300 р. до н. е. | 1980                                | 129 [Архівовано 24 грудня 2018 у Wayback Machine.] | iv, vi           |
| 2 |            | Біосферний резерв Ріо-Платано Reserva de la Biosfera de Río Plátano | Департамент Ла-Москіта | —                        | 1982 (під загрозою 1996—2007 2011-) | 196 [Архівовано 24 грудня 2018 у Wayback Machine.] | vii, viii, ix, x |